# Attemsostreptus orobius
Attemsostreptus orobius är en mångfotingart som först beskrevs av Kraus 1958.  Attemsostreptus orobius ingår i släktet Attemsostreptus och familjen Spirostreptidae. Inga underarter finns listade i Catalogue of Life.